# Soral

Soral é uma comuna suíça do Cantão de Genebra que fica rodeada por Avusy, Laconnex e Bernex, e a Sul a Alta Saboia francesa.

Segundo o Departamento Federal de Estatísticas Soral ocupa uma superfície de 2.95  km2 dos quais 12.6 % são habitáveis e 83,3 % está dedicado à agricultura. A criação de gado foi abandonada na segunda metade do século XX para dar lugar a uma produção de cereais mais importante.